# 八田四郎次
八田 四郎次 （はった しろうじ、1895年1月2日 - 1973年3月21日） は日本の化学工学者。石川県出身。

## 経歴
- 1919年 東京帝国大学工学部応用化学科卒業。
- 1926年 東北帝国大学助教授（化学機械学講座）。
- 1929年 米国M.I.T.に留学。
- 1938年 東北帝国大学教授。
- 1939年 工業化学会有功章（液体によるガス吸収に関する研究）。
- 1954年 東北大学工学部長。
- 1955年 化学機械協会（現化学工学会）会長。
- 1958年 山形大学教授。化学工学科創設。
- 1960年 退官後，千代田化工機建設株式会社常務取締役を経て同社相談役。
- 1970年 勲二等旭日重光章。
- 1973年3月21日 死去，従三位を追贈される。